# Beziehungen zwischen der Republik Kongo und Osttimor
Die Beziehungen zwischen der Republik Kongo und Osttimor beschreiben das zwischenstaatliche Verhältnis von der Republik Kongo und Osttimor.
Osttimor und die Republik Kongo nahmen am 7. November 2006 diplomatische Beziehungen auf. Beide Staaten gehören zur Bewegung der Blockfreien Staaten, zur AKP-Gruppe und zur Gruppe der 77. Weder hat die Republik Kongo eine Botschaft in Osttimor, noch Osttimor eine diplomatische Vertretung in der Republik Kongo. Für 2018 gibt das Statistische Amt Osttimors keine Handelsbeziehungen zwischen der Republik Kongo und Osttimor an.